# Plagiostenopterina calcarata
Plagiostenopterina calcarata är en tvåvingeart som först beskrevs av Macquart 1843.  Plagiostenopterina calcarata ingår i släktet Plagiostenopterina och familjen bredmunsflugor. Inga underarter finns listade i Catalogue of Life.